# Томлинсон, Лора
Ло́ра То́млинсон (англ. Laura Tomlinson, в девичестве — Бехтольша́ймер; род. 31 января 1985, Майнц) — британская спортсменка-конник, чемпионка Олимпийских игр 2012 года.

## Биография
Лаура Бехтольшаймер родилась 31 января 1985 года в Майнце (ФРГ) в семье политика предпринимателя Уилфрида Бехтольшаймера и тренера лошадей Урсулы Бехтольшаймер. У Лоры есть три брата: певец Феликс Бехтольшаймер, который страдал героиновой зависимостью, а теперь гастролирует по тюрьмам и помогает другим, Гетц Бехтольшаймер и Тилл Бехтольшаймер. В 1986 году годовалая Бехтольшаймер вместе со своей семьёй переехала в Эмпни Сент-Питер (графство Глостершир, Англия, Великобритания).

## Карьера
Через 2 года после эмиграции из ФРГ в Великобританию, Лора начала заниматься конным спортом. В настоящее время на счету Томлинсон 2 золотых, 4 серебряных и 3 бронзовых медали различных спортивных соревнований, включая ОИ.

## Личная жизнь
С 2 марта 2013 года Лора замужем за игроком в поло Марком Томлинсоном. У супругов есть двое детей — дочь Аннализа Томлинсон (род. 16.07.2014) и сын Уилфред Саймон Томлинсон (род. в марте 2017).